# Tritium Calcio 1908 2010-2011
Questa pagina raccoglie le informazioni riguardanti il Tritium Calcio 1908 nelle competizioni ufficiali della stagione 2010-2011.

## Rosa
| N. |                   | Ruolo | Calciatore         |
| -- | ----------------- | ----- | ------------------ |
|    | Italia (bandiera) | C     | Enrico Bortolotto  |
|    | Italia (bandiera) | A     | Roberto Bortolotto |
|    | Italia (bandiera) | C     | Daniele Casiraghi  |
|    | Italia (bandiera) | A     | Marco Chimenti     |
|    | Italia (bandiera) | C     | Filippo Corti      |
|    | Italia (bandiera) | C     | Diego Daldosso     |
|    | Italia (bandiera) | C     | Leo Di Ceglie      |
|    | Italia (bandiera) | D     | Alessio Dionisi    |
|    | Italia (bandiera) | A     | Roberto Floriano   |
|    | Italia (bandiera) | D     | Denis Fondrini     |
|    | Italia (bandiera) | D     | Andrea Gavazzeni   |

| N. |                   | Ruolo | Calciatore          |
| -- | ----------------- | ----- | ------------------- |
|    | Italia (bandiera) | A     | Nicola Lenzoni      |
|    | Italia (bandiera) | D     | Andrea Malgrati     |
|    | Italia (bandiera) | D     | Aaron Martinelli    |
|    | Italia (bandiera) | P     | Andrea Pansera      |
|    | Italia (bandiera) | D     | Ruggero Riva        |
|    | Italia (bandiera) | P     | Lorenzo Sacchetto   |
|    | Italia (bandiera) | A     | Manuel Sinato       |
|    | Italia (bandiera) | C     | Christian Spampatti |
|    | Italia (bandiera) | D     | Dario Teso          |
|    | Italia (bandiera) | D     | Paride Valtulini    |
|    | Italia (bandiera) | C     | Andrea Vecchio      |